# Tribhuvan de Nepal
Tribhuvan Bir Bikram Shah (Katmandú, 30 de junio de 1906 - Zúrich, 13 de marzo de 1955), fue Rey de Nepal desde 1911 hasta su muerte.

## Biografía
Ascendió al trono a la edad de cinco años, después de la muerte de su padre, el Rey Prithvi Bir Bikram Shah, con su madre como regente. Pese a lo anterior, el rol de Rey en Nepal era en aquellos años un mero título sin poder, ya que este se encontraba radicado en la poderosa y conservadora familia Rana, que gobernaba por medio del cargo de primer ministro, el que habían convertido en hereditario.
Las diferencias y peleas entre la familia real y los Rana tomaron fuerza durante la Primera Guerra Mundial. Los Rana querían entrar a la guerra al lado del Reino Unido, quienes controlaban la India en el sur. La Reina Regente, apoyada por el Ejército, quería permanecer neutral. Con el fin de ganar el apoyo militar, el primer ministro Chandra Shamsher Jang Bahadur Rana extorsionó al pequeño Rey amenazando de muerte con una pistola a su madre, ordenándole que mandara las tropas a la guerra si quería que ella siguiera con vida. De manera que durante los siguientes años el pequeño monarca estuvo preso en su palacio, a merced de los caprichos de la familia Rana que lo extorsionaba, evitando y suprimiendo de paso cualquier intento de modernización y democratización del Reino.
A mediados de la década de 1930, el descontento popular contra la familia Rana se manifestó en varios intentos de derrocamiento en contra de la familia, así mismo como la restauración del poder real (una especie de Restauración Meiji nepalesa). En cada caso, sin embargo, la familia Rana respondió con severidad, prohibiendo y aplastando a todo movimiento liberal, amenazando incluso de matar al Rey (ya mayor de edad) en caso de oponerse a sus deseos. Sin embargo el rey aún contaba con el apoyo militar, hecho importantísimo durante la Segunda Guerra Mundial, a la cual Nepal se sumó como aliado de los británicos. Para evitar problemas, el Reino Unido le exigió a los Rana no dañar al rey.
Después de la guerra, el movimiento liberalizador se cristalizó en el Partido del Congreso de Nepal, que contó con el firme apoyo de Tribhuvan. Sin embargo, la evacuación británica de la India con motivo de la independencia de este último país, dejó al rey en una situación bastante precaria. En noviembre de aquel año, Tribhuvan se las ingenió para escapar del palacio junto con buena parte de la familia real, logrando asilo político en la embajada de la India. Ante la evacuación del Rey a la India, los Rana respondieron poniendo en el trono a su nieto Gyanendra, situación que fue rechazada por la mayoría de la población, quien en un alzamiento apoyado por la comunidad internacional (especialmente el Reino Unido), rechazó reconocer al nuevo rey. Estando su poder claramente amenazado, el primer ministro Mohan Shamsher Jang Bahadur Rana concedió finalmente reformas democráticas, volviendo el Rey como monarca constitucional el 18 de febrero de 1951. En noviembre de aquel año, el primer ministro renunció, poniendo término al dominio Rana del país.
En los años siguientes el Rey Tribhuvan se esforzó en profundizar las reformas democráticas en Nepal. Sin embargo la muerte lo alcanzó en Zúrich, Suiza, a donde había ido en búsqueda de atención médica. El aeropuerto internacional de Katmandú lleva su nombre, al igual que la Universidad Tribhuvan.
Contrajo matrimonio con dos hermanas en la misma ceremonia, Kanti e Ishwari.

## Títulos y tratamientos
Esta tabla aún no está actualizada. Puedes contribuir aportando información sobre títulos y tratamientos de esta persona.

## Distinciones honoríficas

### Distinciones honoríficas nepalíes
- Soberano Gran Maestre (y fundador) de la Orden de la Estrella de Nepal (19/11/1918).
- Soberano Gran Maestre (y refundador) de la Orden de la Mano Derecha de Gorkha (07/09/1932).[4]
- Soberano Gran Maestre (y fundador) de la Orden del Soberano Benevolente (14/05/1934).
- Soberano Gran Maestre (y fundador) de la Orden de los Tres Divinos Poderes (27/11/1937).
- Soberano Gran Maestre (y fundador) de la Orden del Poder del Mantra de Rama (31/10/1946).

### Distinciones honoríficas extranjeras
- Caballero Gran Collar de la Orden del Sol Supremo (Reino de Afganistán, 01/03/1950).
- Caballero Gran Cruz de la Orden al Mérito de la República Italiana (República Italiana, 16/10/1954).[5]
- Caballero Gran Cruz de la Orden de la Legión de Honor (República Francesa, 1954).

| Precedido por: Prithvi Bir Bikram Shah       | Rey de Nepal 1911-1950 | Sucedido por: Gyanendra Bir Bikram Shah Dev |
| Precedido por: Gyanendra Bir Bikram Shah Dev | Rey de Nepal 1951-1955 | Sucedido por: Mahendra Bir Bikram Shah Dev  |